# Église Notre-Dame-des-Passes d'Arcachon
L’église Notre-Dame-des-Passes est une église catholique située à Arcachon, dans le département de la Gironde. Elle dépend de l'archidiocèse de Bordeaux.
L'église est dédiée aux marins qui devaient affronter les passes d'entrée dans le bassin d'Arcachon. Notre-Dame-des-Passes accueille la « Vierge de l'Avent », qui représente l'une de la trentaine de statues de la Vierge enceinte.

## Histoire
L'église Notre-Dame-des-Passes fut construite en 1863, comme chapelle d'un couvent de dominicains par l'architecte bordelais Louis Garros. Cette chapelle est dans le style grec orthodoxe en mémoire des églises byzantines que les pères avaient connues lors de leur mission. Elle a été inaugurée le 24 mai 1864 par le cardinal Donnet. En 1928, la chapelle fut agrandie  et devint l'église paroissiale du quartier. L'église fut restaurée en 1993.

## Architecture

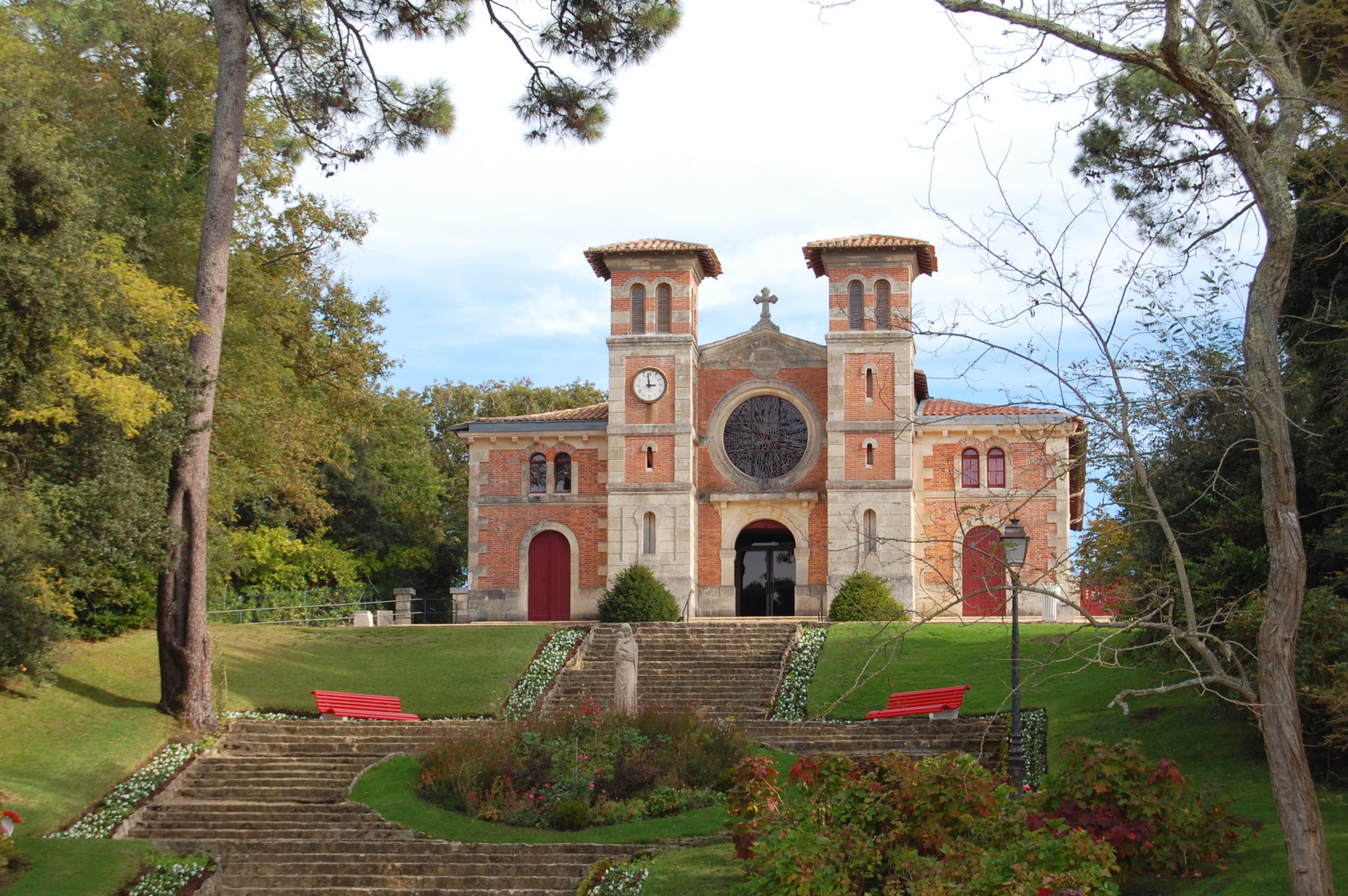
L’église avec les escaliers du chemin des Pères.
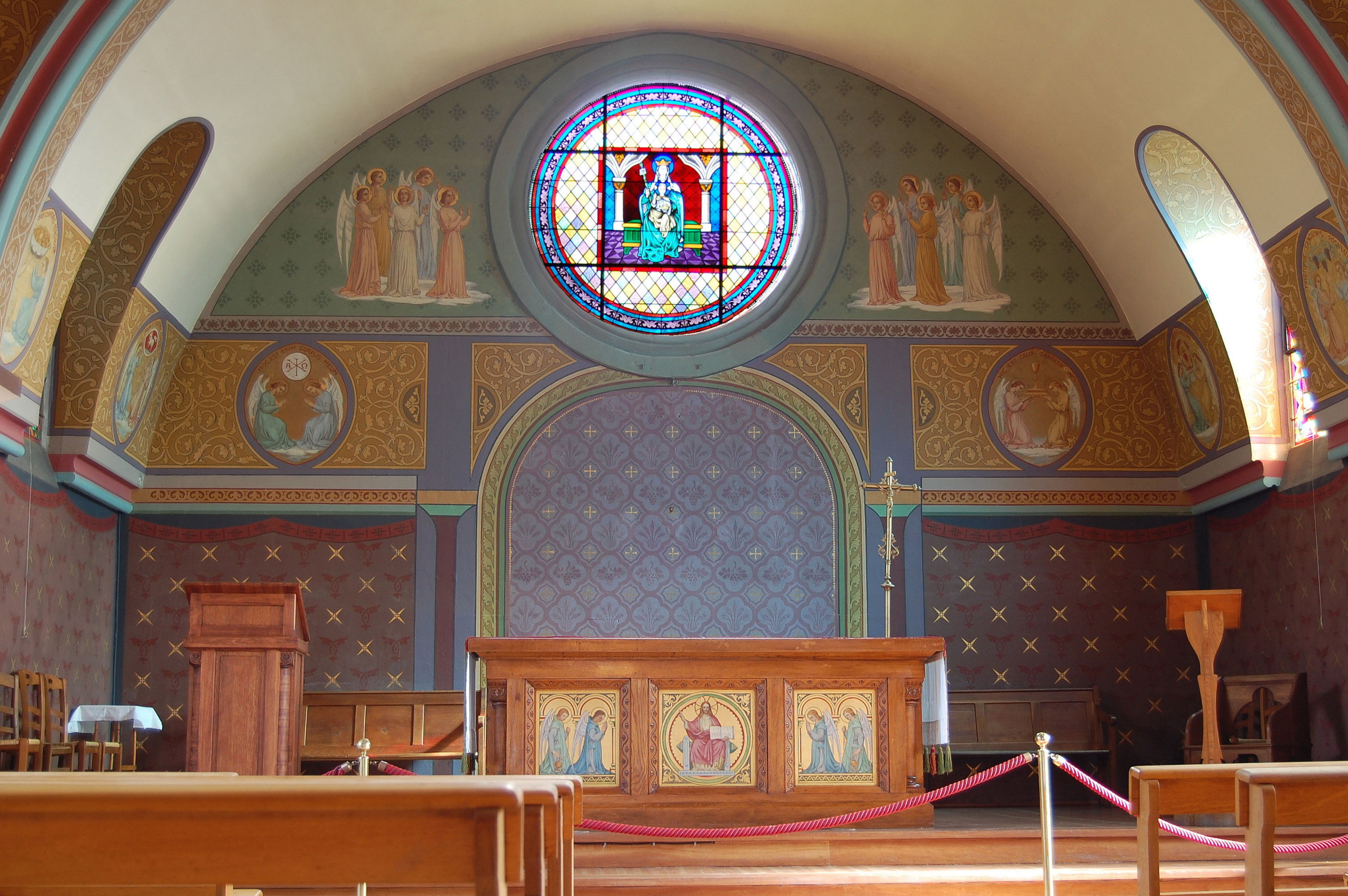
Intérieur de l'église, le chœur.

L'édifice est bâti au sommet d'une dune surplombant le quartier du Moulleau, dans l'alignement de la rue commerçante et de la jetée et du phare du Cap Ferret sur l'autre rive du bassin d'Arcachon. L'église présentait à l'origine deux clochers en forme de dôme décorés de nombreux ornements. Ces clochers disparurent lors de l'agrandissement de l'église et furent remplacés par des toits en terrasse.
La « Vierge de l'Avent »  provient de la maison mère des Filles de la Charité située rue du Bac à Paris.

## Hommage
Un bateau de sauvetage de la Société nationale de sauvetage en mer d'Arcachon est baptisé Notre-Dame-des-Passes.